# Helmuth Koinigg
 Helmuth Koinigg  va ser un pilot de curses automobilístiques austríac que va arribar a disputar curses de Fórmula 1.
Va néixer el 3 de novembre del 1948 a Viena, Àustria i va morir el 6 d'octubre del 1974 en un accident disputant el GP dels Estats Units al circuit de Watkins Glen.

## A la F1
Helmuth Koinigg va debutar a la dotzena cursa de la temporada 1974 (la 25a temporada de la història) del campionat del món de la Fórmula 1, disputant el 18 d'agost del 1974 el GP d'Àustria al circuit de Österreichring.
Va participar en un total de tres curses de F1, disputades totes a la 1974, aconseguint finalitzar en desena posició com a millor classificació en una cursa i no assolí cap punt pel campionat del món de pilots.

## Resultats a la Fórmula 1
| Any  | Equip            | Xassís  | Motor    | 1   | 2   | 3   | 4   | 5   | 6   | 7   | 8   | 9   | 10  | 11  | 12      | 13  | 14     | 15       | Posició | Punts |
| ---- | ---------------- | ------- | -------- | --- | --- | --- | --- | --- | --- | --- | --- | --- | --- | --- | ------- | --- | ------ | -------- | ------- | ----- |
| 1974 | Scuderia Finotto | Brabham | Cosworth | ARG | BRA | SUD | ESP | BEL | MON | SUE | HOL | FRA | GBR | ALE | AUT NVQ | ITA |        |          | -       | 0     |
| 1974 | Team Surtees     | Surtees | Cosworth |     |     |     |     |     |     |     |     |     |     |     |         |     | CAN 10 | USA MORT | -       | 0     |

### Resum[2]
| Curses: | Victòries: | Pòdiums: | Poles: | Voltes ràpides: | Punts: |
| ------- | ---------- | -------- | ------ | --------------- | ------ |
| 3       | 0          | 0        | 0      | 0               | 0      |